# Sketches on Bach
Sketches on Bach is een studioalbum uit 1974 van de Nederlandse fluitist Chris Hinze. Het bevat arrangementen ("schetsen") van negen composities van Johann Sebastian Bach in jazz-barok stijl, net als op zijn voorgaande albums Telemann My Way en Vivat Vivaldi. 

## Productie
Het album is geproduceerd door Ruud Jacobs en opgenomen in de Dureco Studios in Weesp. Technicus was Dick Bakker, de latere dirigent van het Metropole Orkest. Aan de opnames werd meegewerkt door een aantal muzikale vrienden van Hinze die net als hij actief waren in de lichte klassieke muziek. Twee jaar eerder was het Introspection-album van Thijs van Leer uitgekomen en dit soort muziek was toen zeer populair. Eerder al hadden Wendy Carlos en Jacques Loussier de muziek van Bach in een modern jasje gestoken, de eerste op synthesizer (Switched-on Bach) en de tweede met een jazz-trio.

## Musici
- Chris Hinze — dwarsfluit, alt- en basfluit
- Louis van Dijk — piano, orgel, Fender piano
- Jan Goudswaard — gitaar
- Louis Debij — drums
- Gerry Brown — drums
- Koos Serierse — bas, Fender bas
- Peter Nieuwerf — elektrische gitaar
- Harro Ruysenaars — cello, strijkkwartet

## Tracklist
Alle composities geadapteerd en gearrangeerd door Chris Hinze.

| Nr. | Titel                                                        | Duur |
| --- | ------------------------------------------------------------ | ---- |
| 1.  | Siciliano                                                    | 3:33 |
| 2.  | Badinerie uit de 2de suite in b mineur                       | 2:46 |
| 3.  | Largo uit de Sonate voor fluit en continuo in b mineur       | 3:52 |
| 4.  | So ist mein Jesus nun gefangen (Mattheus Passion)            | 4:28 |
| 5.  | Prelude no. 1                                                | 2:15 |
| 6.  | O Haupt voll Blut und Wunden (Mattheus Passion)              | 5:15 |
| 7.  | O Schmerz, hier zittert das gequälte Herz (Mattheus Passion) | 2:30 |
| 8.  | Allegro uit Vioolconcert in a mineur                         | 3:58 |
| 9.  | Wir setzen uns mit Tränen nieder (Mattheus Passion)          | 5:33 |

## Heruitgave op CD
Het album is in 1985 geremasterd op CD uitgebracht met extra nummers en een andere hoes, totale speelduur 59:12.